# シウダー・フアレス放射能汚染事故
シウダー・フアレス放射能汚染事故（シウダー・フアレスほうしゃのうおせんじこ）は、1984年にメキシコのチワワ州シウダー・フアレスにて発生した放射能汚染事故である。この事故は、民間の医療会社が違法に購入した後、操作する人員が不足したために解体された放射線治療装置に起因するものであった。放射性物質であるコバルト60は廃品置き場に置かれ、鋳物工場に売却された。鋳物工場はコバルト60を他の金属とともに溶かし、約6,000トンの汚染鉄筋を製造した。これらはメキシコの17州とアメリカ合衆国のいくつかの都市に流通した。この事故により、4,000人が被曝したと推定されている。

## 事故

### 発生経緯

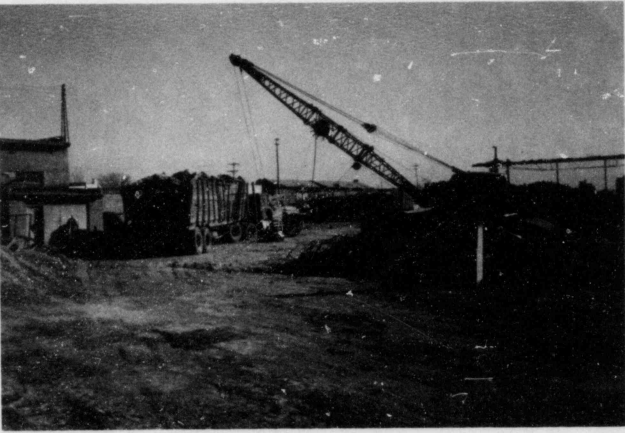
フェニックス廃品置き場の荷物積載用クレーン

1977年11月、シウダー・フアレスの私立病院Centro Médico de Especialidadesは、不法にメキシコに持ち込まれた1個2.6 GBqのコバルト60のペレット約6,000個が入ったPicker C-3000放射線治療装置を購入した。この装置は、病院がそれを操作する有資格者を欠いていたため、ほぼ6年間使われず放置されていた。
当時、医療センターの職員だったビセンテ・ソテロ・アラルディンは、1983年12月6日、病院の保守管理者に依頼され、スクラップとして売却するためフェニックスにある廃品置き場で装置を解体した。ソテロは装置のヘッド部を分解し、コバルト60線源の入った円筒形容器を取り出した。彼はトラックの荷台の上で円筒形容器にドリルで穴を開けた。そのため、コバルト60の粒がトラックの荷台にこぼれた。コバルト60で汚染されたトラックは、その後、ソテロが廃品置き場から戻ると機械的故障に見舞われ、シウダーフアレスの自宅付近に40日間置かれていた。
一方、廃品置き場では、電磁石を使ってスクラップを運搬しているうちに、コバルト60の粒が置き場中に広がった。その微細な粒は、廃品置き場内の他の電磁クレーンの磁場に引き寄せられ、やがて他の金属に混じってしまった。この放射性物質が混じったスクラップは2つの鋳物工場に送られた。チワワ市の建設用鉄筋工場Aceros de Chihuahua（Achisa）と、テーブル脚の製造会社Falcón de Juárezである。これらは1984年1月までにすでに米国とメキシコ内陸部に輸出されたと推定される。

### 放射性物質の検出
1984年1月16日、米ニューメキシコ州ロスアラモス国立研究所の放射線検出器が付近の放射能を検知した。検出器が作動したのは、Achisa社製の鉄筋を積んだトラックが誤って回り道をし、研究所のロスアラモスメソン物理施設技術区域の出入り口ゲートを通過したためであった。地元当局は、鉄筋が警報の引き金となったことに気づき、18日にメキシコ国家原子力安全保障委員会(CNSNS)に通報した。CNSNSは放射性物質が広範囲に拡散したことを確認し、汚染されていないことが確認されるまで製造された鉄筋の流通を停止するようAchisaに命じた。メキシコ当局も廃品置き場の閉鎖を進めた。
1984年1月26日、CNSNSの職員は、毎時1000レントゲンもの放射線を出す放置されたトラックを発見した。車両は人口密集地にあったため、クレーンでエル・チャミサル公園まで牽引された。車両を発見したCNSNSは、ビセンテ・ソテロを探し当てた。彼は所有権を認め、専門医療センターに勤務していることを明らかにした。さらなる調査の結果、CNSNSは、フェニックス廃品置き場、Achisa、Falcónのほかに、3つの会社が汚染物質を受け取っていたと結論づけた。ゴメスパラシオのFundival、モンテレイのAlumetales、サン・ルイス・ポトシのDuraceroである。汚染物質は30,000台のテーブル脚と6,600トンの鉄筋に混入したと推定された。

## 事故の影響

### 回収と解体
CNSNSが米国当局から通告を受けた2日後の1984年1月20日、除染が開始された。2月8日から4月14日にかけて、フェニックスの廃品置き場の汚染物質を特定し、隔離する作業が行われた。この間、メキシコの17州に輸送された汚染鉄筋の追跡調査に加え、AchisaとFalcónの鋳物工場でも除染作業が行われた。
CNSNSは2,360トンの未使用の鉄筋を回収することに成功した。汚染された鉄筋で建てられたと疑われる17,000棟以上の建物を訪問し、814棟は許容できないレベルの放射線のため取り壊す必要があると判断した。CNSNSはまた、米国に輸出された1,000トンの汚染鉄筋の約90％に加え、30,000の汚染されたテーブル脚をすべて回収することに成功した。しかし、1984年6月までに、バハ・カリフォルニア州、バハ・カリフォルニア・スル州、チワワ州、コアウイラ州、ドゥランゴ州、グアナフアト州、イダルゴ州、ハリスコ州、ヌエボ・レオン州、ケレタロ州、サン・ルイス・ポトシ州、シナロア州、ソノラ州、タマウリパス州、サカテカス州に出荷された1,000トン以上の汚染鉄筋は、依然所在不明のままであった。
放射能に汚染された鉄筋を回収する作業は、これらの州ではより困難であった。ソノラ州では434トンの鉄筋が確認され、州都エルモシージョを含む州全体に散らばっていた。一方、サカテカス州のサカテカスとフレスニヨからは42トンが回収された。これらの州では、汚染物質で建てられた何百ものフェンスや家屋が取り壊されなければならなかった。

### 汚染物質の保管
1984年2月、CNSNSはサマラユカ砂丘に、放射性廃棄物貯蔵施設「ラ・ピエドレラ」を建設する場所を確保した。チワワ州で集められた鉄筋は1984年9月にそこへ保管された。他の地域で集められたものは、メヒコ州マキスコ（70トン）とバハ・カリフォルニア州メヒカリ（115トン）の施設に保管された。
CNSNSの報告によると、2,930トンの汚染された鉄筋、1,738トンの汚染された未加工の金属、200トンの金属製テーブル脚、1,950トンの汚染されたスクラップ、860トンのその他の汚染された物質が入ったコンテナ、29,191トンの汚染された土壌、スラグ、石膏がラ・ピエドレラに保管されていた。
2001年、エル・ユニバーサルの報告書は、シウダー・フアレスの事故から出た110トンの放射性廃棄物が屋外に保管されていたと指摘した。この廃棄物は1985年から1998年の間、シエラ・デ・ノンブレ・デ・ディオスに保管され、その後サマラユカに移送されたが、適切な遮蔽がなされないまま堆積されていた。2004年、メキシコ国立自治大学の分析により、サマラユカの放射線レベルは依然として憂慮すべき高さであることが明らかになり、廃棄物が適切な封じ込め対策なしに保管されていた事実が厳しく批判された。

### 人々の被曝
1985年のCNSNSの報告書によると、事故の結果、約4000人がコバルト60の放射線を浴びた。被曝線量は、ほぼ80％が0.5rem（5mSvに相当）以下、18％が0.5-25rem（5-25mSv）、2％が25rem（250mSv）を超えたと推定されている。このうち5人は2か月間にわたって300-700rem（3-7Sv）の線量を受けた。CNSNSはまた、ビセンテ・ソテロの近隣住民を調査し、そのうちの3人が100rem（1Sv）以上の線量を受けたと判断した。
なお、アメリカの平均的なバックグラウンド放射線量は、年間0.31rem（3.1mSv）である。20rem（0.2Sv）を超える慢性被曝は、発癌のリスクを高める。500rem（5Sv）の急性被曝では、治療を受けないと被曝者の半数が死亡する。一般的に、慢性被曝は急性被曝よりもダメージが少ないとされる。